# Bikini Chain Gang
Pour plus de détails, voir Fiche technique et Distribution.
Bikini Chain Gang est un film américain de série B écrit et réalisé par Fred Olen Ray, sorti directement en vidéo en 2005.

## Synopsis
Jessie (Beverly Lynne) est serveuse dans un bar sordide ...

## Fiche technique
- Titre : Bikini Chain Gang
- Réalisateur : Fred Olen Ray
- Scénario : Fred Olen Ray
- Producteur :
- Monteur :
- Société de production :
- Société de distribution :
- Pays d'origine :  États-Unis
- Langue d'origine : Anglais
- Lieu de tournage :
- Genre : Comédie érotique
- Format : Couleurs
- Durée : 80 minutes
- Dates de sortie :
  - États-Unis : 2005
  - Japon : 8 janvier 2010

## Distribution
- Beverly Lynne : Jessie
- Nicole Sheridan : matrone Togar
- Voodoo : Léo
- Belinda Gavin : Taffy
- Evan Stone : Tommy
- John Henry Richardson : Warden Kendrick
- Peter Spellos : le détective
- Don Scribner : Mr. Arst
- Eric Spudic : Bartender
- Brooke Banner : Mandy
- Jassie : Chilly
- Trevor Zen
- Brooke Haven